# دانیال پابندی
دانیال پابندی (۱۳۸۴ – ۲۵ آبان ۱۴۰۱) یکی از کشته‌شدگان خیزش ۱۴۰۱ ایران بود که در جریان اعتراضات شب ۲۵ آبان ۱۴۰۱ در شهر سقز کشته شد.

## کشته‌شدن
در جریان اعتراضات شب ۲۵ آبان ۱۴۰۱ در خیابان فرقانی محله شهناز سقز و در هنگام تقابل معترضان با مأموران سرکوب، آن‌ها دانیال پابندی ۱۷ ساله را با شلیک مستقیم گلوله به شکمش کشتند. پس از انتقال او به بیمارستان تأمین اجتماعی - که نزدیک‌ترین بیمارستان به محل اعتراضات بود - مأموران حکومتی جمهوری اسلامی قصد دزدیدن پیکرش را از آنجا داشتند که مردم با تجمع در مقابل در و محوطه اطراف بیمارستان اجازه ربودن ندادند.

## خاکسپاری
با وجود تجمع مردم، بدن بی‌جان دانیال را در ساعت ۳ بامداد و مخفیانه به آرامستان آیچی‌شهر منتقل و آنجا دفن کردند. روز بعد، مردم شهر با حضور در کنار مزار او سرود «ای شهیدان» را خواندند و حلقه اتحاد تشکیل داده و شعار دادند.
مردم همچنین جاده ارتباطی بانه سقز را با روشن کردن آتش مسدود کردند.